# 三滝渓
三滝渓（みたきけい）は鳥取県鳥取市河原町（旧河原町）に位置する渓谷。大小40余りの滝がある。

## 概要
千代川の支流曳田川上流に位置する渓谷で、全長6km。名の由来は千丈滝、夫婦滝、虹ヶ滝という三つの大規模な瀑布が見られることに因み、特に千丈滝は落差80mと圧巻。また、三朝町の小鹿渓の穏やかな様相とは対照的に、落差が激しく、勇猛な流れを見せることからよく対比され、しばしば男性的と形容される。また非常に険阻で、手付かずの大自然が残されており、ブナ、カツラ、トチノキが繁茂し、シャクナゲも美しい。1983年に三滝吊り橋が開設されてから、気軽に訪れられるようになり、観光知名度も上昇した。今日では県下有数の景勝地となっている。

## 主な滝
- 千丈滝 - 落差80mの滝
- 虹ヶ滝
- 夫婦滝
- 尾ヶ谷の滝
- 布引の滝
- 銚子ヶ渕
- 門滝
- 横谷の滝
- 白糸の滝

## 所在地
鳥取県鳥取市河原町北村

## 交通アクセス
- JR山陰本線 鳥取駅からバス「北村」行で50分、終点下車、徒歩60分（つり橋まで）